# Ярошинський Богдан Харитонович
Ярошинській Богдан Харітонович - (4 грудня 1947 — † 18 червня 2008) — Народний депутат України ІІ скликання. Українець.

## Життєпис
Народився в місті Корець Рівненської області.
- 1965—1970 — навчався у Львівському державному університеті імені Івана Франка, історик, вчитель історії.

- 1970—1972 — науковий працівник відділу археології, Інститут суспільних наук, місто Львів.
- 1972—1973 — служба в армії.
- 1974—1991 — викладач історії, Коростівська, Морозівська школи Корецького району.
- 1992—1994 — 1-й заступник глави, виконувач обов'язків голови, Корецька райдержадміністрація.

Був Народним депутатом України ІІ скликання з 04.1994 (2-й тур) до 04.1998, Гощанський виборчий округ № 337, Рівненська область, висунутий УРП. Член Комітету у закордонних справах і зв'язках з СНД. Член депутатської групи «Державність» (до 06.1996).
Був одним з засновників Руху, входив до складу Малої і Великої ради НРУ.
1990-08.2001 — член Української республіканської партії. 
1994-10.1995 — голова Рівненської обласної організації УРП. 
10.1995-10.1998 — голова УРП.
Перебував в кадровому резерві Верховної Ради України; голова виконкому Всеукраїнського об'єднання «Єдність-2000» (з березня 2000 року).
Володів англійською мовою.
Захоплення: нумізматика.

## Родина
- Батько Харитон Васильович (1914—1983) — слюсар, Корецький цукроз-д;
- Мати Ніна Григорівна (1928) — продавець, пенсіонер;
- Дружина Віра Іванівна (1950) — агроном;
- Син Олег (1974);
- Доньки Леся та Світлана (1977) (1981) відповідно.

## Джерело
- Довідка